# Panigacci
Le panigaccio (panigacci au pluriel), ou panigazzo (en ligure : panigàssu), est un type de pain rond, sans levain, cuit dans un plat spécial en terre et en mica, appelé testo, qui est chauffé au rouge dans un feu de joie ou un four à bois. Une pâte composée de farine, d'eau et de sel est placée entre chaque testo pour former un tas. La consistance finale est croustillante,.
Ils peuvent être consommés avec de la charcuterie, des fromages à pâte molle comme le stracchino et le gorgonzola, ou avec diverses sauces, des champignons au pesto. Dans certains restaurants de Lunigiana, il existe une variante « sucrée » : ils sont servis à la fin du repas avec de la pâte à tartiner au chocolat.
Les panigacci ont des origines très anciennes. Ils sont répandus en Lunigiana et dans le Levant ligure où ils prennent le nom de panigazzi et ont leur berceau dans la montagne de Podenzana (Toscane) et Bolano (Ligurie). Dans la ville toscane, un consortium de restaurateurs a été créé pour maintenir le goût authentique de ce produit simple.